# Butte megye (Kalifornia)
Butte megye az Amerikai Egyesült Államokban, azon belül Kalifornia államban található. Megyeszékhelye Oroville. Lakosainak száma 211 632 fő (2020. április 1.). Butte megye Tehama, Sutter, Yuba, Colusa, Glenn és Plumas megyékkel határos.

## Népesség
A megye népességének változása:
| Lakosok száma | 219 914 | 219 913 | 221 016 | 222 090 | 225 411 | 219 186 | 211 632 |
|               | 2010    | 2011    | 2012    | 2013    | 2015    | 2019    | 2020    |